# Erin Baker
Erin Baker, MBE, (Kaiapoi, 23 mei 1961) is een Nieuw-Zeelandse triatlete uit Christchurch. werd wereldkampioene triatlon op de olympische afstand en wereldkampioene wereldkampioen duatlon op de korte afstand. Verder won ze verschillende Ironman, waaronder tweemaal de Ironman Hawaï.
Op 37-jarige leeftijd won ze in haar woonplaats Christchurch een zetel in de gemeenteraad. In 1990 is ze getrouwd met Scott Molina een Amerikaans triatleet.

## Titels
- Wereldkampioene triatlon op de olympische afstand - 1989
- Wereldkampioene duatlon op de korte afstand - 1991
- Nieuw-Zeelands sportvrouw van het jaar - 1989

## Belangrijkste prestaties

### triatlon
- 1985:  triatlon van Almere - 9:26.30
- 1985:  Ironman Australia
- 1985:  Ironman France
- 1986:  Ironman France
- 1986:  Ironman New Zealand - 8:26.03
- 1987:  Ironman New Zealand - 8:17.03
- 1987:  Ironman Hawaï - 9:35.25
- 1988:  Ironman France
- 1988:  Ironman Hawaï - 9:12.14
- 1989:  WK olympische afstand in Avignon - 2:10.01
- 1990: 4e WK olympische afstand in Orlando - 2:04.31
- 1990:  Ironman Canada - 9:05.28
- 1990:  Ironman New Zealand
- 1990:  Ironman Hawaï - 9:13.42
- 1991:  Ironman Canada - 9:13.18
- 1991:  Ironman Hawaï - 9:23.37
- 1993:  Ironman Hawaï - 9:08.04
- 1994:  Ironman New Zealand

### duatlon
- 1991:  WK korte afstand in Cathedral City - 3:13.13
- 1994:  Powerman Zofingen